# Eric Turner (Musiker)
Eric Turner (* 1. November 1977) ist ein US-amerikanischer Singer-Songwriter, der aktuell in Schweden lebt. Er ist der Lead-Singer der Band Street Fighting Man und außerdem Musiklehrer.

## Persönliches
Eric Turner wurde in Boston geboren und ging dort auf die Boston College High School. Er war Lehrer an der internationalen englischen Schule in Järfälla in Schweden und unterrichtete dort Mathematik. In Kanada studierte er Biochemie. Außerdem ist er ein hervorragender bildender Künstler.
Eric Turner hat einen Bruder, Nicholas Turner, welcher in Boston lebt. Seine Mutter unterrichtet Mode-Design an der Quincy High School.

## Karriere
Als Eric Turner gemeinsam mit seiner Band Street Fighting Man auf einem Event in Stockholm auftrat, wurde der dortige Tontechniker auf ihn aufmerksam und berichtete seinem Freund, dem schwedischen Musikproduzenten Eshraque "iSHi" Mughal, über Turner: "Ich mag die Lieder nicht wirklich, aber du musst diesen Kerl hören!". iSHI traf ihn und entschied direkt, dass Turner das gewisse Etwas habe, sodass er ihn wenige Wochen später bei seiner Produktionsfirma 2Stripes unter Vertrag nahm. Er sah Turner allerdings eher als Solo-Künstler und nicht als Teil einer Band. Turner zögerte zunächst, aber schloss sich allmählich dieser Idee an. Um Turner zu helfen, sich als Solo-Künstler zu etablieren, wurde entschieden, dass er die Hooklines von Liedern singen sollte, die mit bereits bekannten Künstlern aufgenommen werden. Das erste davon war Written in the Stars mit dem britischen Rapper Tinie Tempah. Im September 2010 veröffentlicht, erreichte der Song Platz 1 der Charts im Vereinigten Königreich und in der Republik Irland, sowie Platz 12 in den USA.
Neben seinen Aktivitäten als Songwriter und seinem Beruf als Mathematiklehrer in Järfälla erschien er außerdem in Liedern von Lupe Fiasco, Tinchy Stryder, Professor Green, Wretch 32, Kardinal Offishall und erneut Tinie Tempah. 2012 arbeitete er gemeinsam mit dem schwedischen DJ Avicii an dem House-Lied Dancing in My Head.

## Diskografie

### Singles
- 2012: Stylechanger (mit Kardinal Offishall, Wretch 32 und Professor Green)
- 2012: Angles & Stars (feat. Tinie Tempah & Lupe Fiasco)
- 2012: Dancing in My Head (vs. Avicii)

### Als Gastmusiker
- 2010: Written in the Stars (mit Tinie Tempah)
- 2010: Stereo Sun (mit Tinchy Stryder)
- 2010: My Last Try (mit Tinchy Stryder)
- 2011: Break the Chain (mit Lupe Fiasco und Sway)
- 2015: Bop Bop (mit Inna)